# Fritz Ehrler
Friedrich Ehrler (genannt Fritz; * 6. März 1871 in Ingolstadt; † 19. Oktober 1944 in Wiesbaden) war ein deutscher Gewerkschaftsfunktionär und sozialdemokratischer Politiker.

## Leben
Friedrich Ehrler wurde als Sohn von Andreas Wilburger und Josefa Katharina Ehrler geboren. Er besuchte die Volksschule und wurde dann bei der Firma Krauss-Maffei (München) zum Mechaniker ausgebildet. Er arbeitete in mehreren Maschinenfabriken, bevor er im Jahr 1898 Redakteur des sozialdemokratischen Thüringer Volksblattes wurde. Seit 1901 leitete er den Bezirk Frankfurt am Main des Deutschen Metallarbeiter-Verbandes, an dessen Aufbau er beteiligt war. In den Jahren 1915 bis 1918 war er während des Ersten Weltkrieges als Landsturmmann in Russland. Am 17. November 1919 wurde er Polizeipräsident von Frankfurt und genau sechs Jahre später Präsident des Regierungsbezirks Wiesbaden. Seine Arbeit wurde durch die französische Besatzung des entmilitarisierten Rheinlandes (bis 1930) und durch die folgende Wirtschaftskrise maßgeblich bestimmt. Am 11. Februar 1933 wurde er durch den neuen nationalsozialistischen preußischen Ministerpräsidenten Hermann Göring seines Dienstes enthoben.
Die Neueste Zeitung aus Frankfurt kommentierte, noch nicht gleichgeschaltet, die Entlassung kritisch:
„Regierungspräsident Ehrler ist einer der Männer, die durch ihre Tatkraft und ihre Fähigkeiten vom Metallarbeiter bis in ein hohes und politisches Staatsamt aufgestiegen sind. Nichts wäre ungerechter als das, wollte man dem jetzt seines Amtes enthobenen Präsidenten nachsagen, es sei das ‚Parteibuch‘, dem er seine Stellung zu verdanken habe. […] Zum Regierungspräsidenten in Wiesbaden wurde Herr Ehrler als Nachfolger des verstorbenen Regierungspräsidenten Haenisch berufen und – obgleich er zuletzt unter Krankheit schwer zu leiden hatte – verschaffte er sich auch in diesem neuen Wirkungskreis Ansehen und Vertrauen, erfreute er sich als unparteiischer und gerechter Vorgesetzter bei seinen Beamten großer Beliebtheit. Der Regierungspräsident als ‚politischer Beamter‘ ist jetzt dem neuen politischen Kurs zum Opfer gefallen.“
Er war seit dem 18. Mai 1920 mit Christa Bender aus Augsburg verheiratet. Sie hatten drei Kinder: Fritz Ehrler (* 12. September 1920; † 1942 in der Sowjetunion gefallen), Katharina Ehrler (* 4. November 1921; seit 1944 verheiratet mit Gerd Wibbing) und Hans Ehrler (* 29. Juli 1923; Ingenieur). Am 19. Oktober 1944 kam das Ehepaar Ehrler in der Rüdesheimer Straße in Wiesbaden bei einem Bombenangriff ums Leben.